# Hug de Pierrepont
Hug de Pierrepont (diòcesi de Laon, 1165 - Huy, 4 d'abril de 1229) fou príncep-bisbe del principat de Lieja des de 1200 a 1229. El 1227 van oferir-li l'arquebisbat de Reims, però no l'acceptà.
Hugues era fill de Hugues Vanault i de Clemència de Rethel, i nebot d'Albert de Rethel, ardiaca i gran prebost de la catedral de Sant Lambert de Lieja. Va rebre el suport de Balduí I, comte de Flandes i d'Hainaut i va triar el camp d'Otó IV.
Hugues va ser el primer d'una sèrie de nobles francesos que van ocupar la seu de Lieja de 1200 a 1248. El seu regne es caracteritza per a la fortificació de Lieja i d'unes guerres d'influència amb el ducat de Brabant. De Pierrepont va negociar o conquerir diversos feus que va integrar al principat:
- 1201: adquisició del comtat de Waleffe i dels castells de Montenaken (a l'actual Gingelom), Tessenderlo, Brustem, Hasselt i Lummen;
- 1204: Maastricht esdevingué una senyoria compartida entre el principat de Lieja i el ducat de Brabant. El comte Albert II de Dasburg dit de Moha vengué les seves terres a de Pierrepont, cosa que no va agradar el seu nebot el duc de Brabant;
- 1212-1213: Enric I de Brabant l'atacà, conduint diverses campanyes militars en les quals va saquejar el camp d'Haspengouw i Lieja. Junt amb una coalició de milícies de Lieja, Huy, Dinant, Thuin i del comtat de Loon, de Pierrepont va vèncer-lo a la batalla de Steps el 1213;
- 1214: 2 de febrer, tractat de pau amb Brabant;
- 1227: comprà la sobirania de Sint-Truiden de l'arquebisbe de Metz. Sint-Truiden esdevingué una Bona Vila;
- 1229: el duc de Brabant reconegué els drets de Lieja al comtat de Moha.[2]

Durant el seu govern, al principat de Lieja es va descobrir carbó i mineral de plom, el que seria l'inici d'una indústria que va transformar la regió durant més de 700 anys, fins al tancament de la darrera mina el 1984.